# Hemidactylus aaronbaueri
Espèce
Statut de conservation UICN

 LC  : Préoccupation mineure
Hemidactylus aaronbaueri est une espèce de geckos de la famille des Gekkonidae.

## Répartition
Cette espèce est endémique du Maharashtra en Inde.

## Description
Hemidactylus aaronbaueri mesure jusqu'à 128 mm, queue non comprise.

## Étymologie
Cette espèce est nommée en l'honneur d'Aaron Matthew Bauer.

## Publication originale
- Giri, 2008 : A new rock dwelling Hemidactylus (Squamata: Gekkonidae) from Maharashtra, India. Hamadryad, vol. 32, p. 25–33.